# Allium clivorum
Allium clivorum är en amaryllisväxtart som beskrevs av Reinhard M. Fritsch. Allium clivorum ingår i släktet lökar, och familjen amaryllisväxter.
Artens utbredningsområde är Iran. Inga underarter finns listade i Catalogue of Life.